# Gura Văilor, Bolgrad
Gura Văilor (în ucraineană Єлизаветівка, transliterat: Ielîzavetivka) este un sat în comuna Borodino din raionul Bolgrad, regiunea Odesa, Ucraina.

## Demografie
Componența lingvistică a localității Gura Văilor
     Ucraineană (71,47%)
     Română (15,59%)
     Rusă (6,76%)
     Bulgară (4,71%)
     Alte limbi (0,29%)
Conform recensământului din 2001, majoritatea populației localității Ielîzavetivka era vorbitoare de ucraineană (71,47%), existând în minoritate și vorbitori de română (15,59%), rusă (6,76%) și bulgară (4,71%).